# Вестервинкель

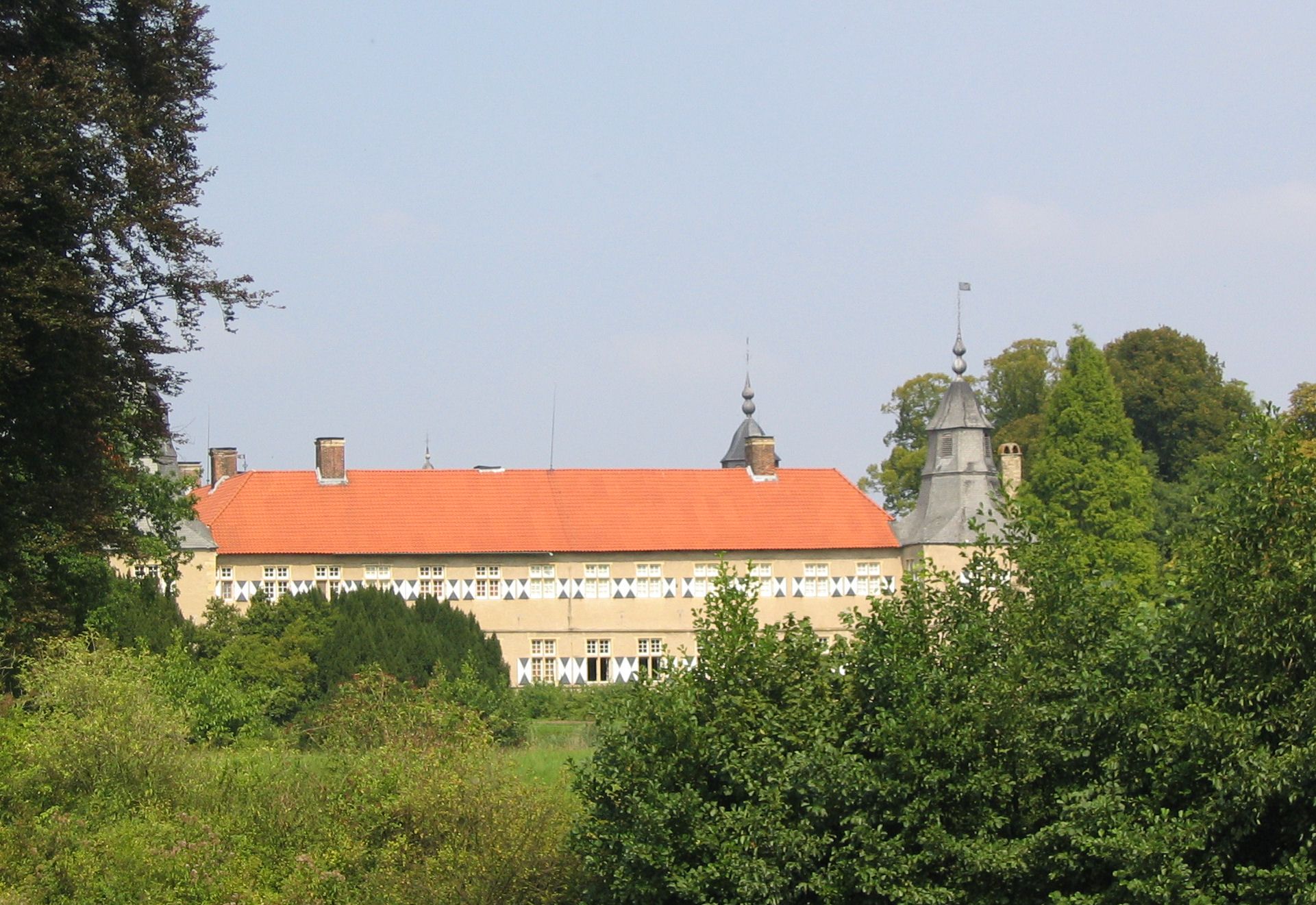
Вид с юга

Замок на воде Вестервинкель (нем. Schloss Westerwinkel), построенный в стиле барокко, расположен в Ашеберге, недалеко от Мюнстера. Впервые упоминание о Вестервинкеле встречается в 1225 году.
Построенный в нынешнем виде в середине XVII века, Вестервинкель является одним из самых ранних барочных замков Вестфалии. Он сооружён в виде почти замкнутого четырёхугольника. Немного угрюмый замок,стоящий на воде, защищённый двойной системой траншей и крепкими высокими стенами, что было совсем не лишним в бурное время Тридцатилетней войны, украшен рядами небольших окон со ставнями, раскрашенными традиционно для этих мест.
Замок-крепость сменил на своём почти восьмисотлетнем веку немало хозяев. Сегодня он находится во владении графов фон Мерфельдт, пришедших сюда в 1555 году в лице Германа фон Мерфельдта, женившегося на Урсуле фон Дипенброк, получившей Вестервинкель в наследство. Сведений о том, как он выглядел тогда, и насколько был привлекателен, как наследство, не сохранилось.
В 1663 году началось строительство замка в его нынешнем виде, барокко.
Замок окружён парком в английском ландшафтном стиле, и на нём размещена площадка для гольфа.